# Radicale libero
In chimica, si definisce radicale (o radicale libero) un'entità molecolare (costituita da un atomo o una molecola) nella quale è presente almeno un elettrone spaiato. Molto spesso questa caratteristica comporta che il radicale sia una specie chimica molto instabile e quindi molto reattiva e, di conseguenza, avente vita media molto breve. In tali casi il radicale può legarsi ad altri radicali, appaiando i rispettivi elettroni spaiati a formare un legame covalente, può sottrarre un elettrone ad altre molecole vicine per dare un anione, o estrarre un atomo da una molecola vicina formando un altro radicale e innescando così reazioni a catena.
I radicali giocano un ruolo importante in fenomeni come la combustione, la polimerizzazione e nella fotochimica, e molti altri processi chimici, compresi quelli che riguardano la fisiologia umana. In quest'ultimo caso il superossido e il monossido di azoto hanno una funzione importantissima nel regolare molti processi biologici, come il controllo del tono vascolare.
Il termine radicale e radicale libero sono spesso utilizzati con lo stesso significato. Il primo radicale libero stabile in chimica organica, il trifenilmetile, è stato individuato da Moses Gomberg nel 1900 all'Università del Michigan. Nonostante la loro reattività, la maggior parte di essi ha una vita sufficientemente lunga da permetterne l'osservazione tramite metodi spettroscopici. Si formano spontaneamente in natura o in laboratorio, per azione della luce o del calore in seguito alla scissione omolitica di un legame covalente.
L'esempio sotto riportato illustra la formazione di due radicali metile a partire da una molecola di etano; in questo caso si richiedono 88 kcal/mol di energia, che rappresenta l'energia di dissociazione del legame C-C:
{\displaystyle {\ce {CH3-CH3 -> CH3* + CH3*}}}

## Radicali, ioni e gruppi funzionali
Il concetto di "radicale" ricorda i concetti di "ione" e "gruppo funzionale"; di seguito vengono indicate le analogie e le differenze tra questi concetti:
- gli ioni e i radicali sono entità molecolari, mentre i gruppi funzionali non sono entità molecolari, bensì parti di altre entità molecolari (ad esempio parti di molecole);
- i radicali e gli ioni possono combinarsi con altre entità molecolari; i radicali sono più reattivi degli ioni, quindi si combinano più facilmente con altre entità molecolari, mentre per i gruppi funzionali non ha senso parlare di reattività;
- i radicali sono entità molecolari neutre (escludendo il caso particolare degli ioni radicalici), mentre gli ioni sono entità molecolari cariche (positivamente o negativamente); per i singoli gruppi funzionali, essendo parte di un'entità molecolare, non è possibile invece definire una "carica";
- i radicali contengono un elettrone spaiato, mentre gli ioni possono avere l'ottetto completo(ad esempio Cl-) oppure no (ad esempio Cl), mentre i gruppi funzionali, essendo parte di un'entità molecolare, possono avere solo elettroni condivisi;
- la funzione radicalica viene indicata con il simbolo "•" (che indica l'elettrone spaiato), gli ioni vengono accompagnati nella rappresentazione dal numero di cariche positive (indicate da un numero seguito dal simbolo "+" o da tanti segni "+" quanto sono le cariche positive) o negative (indicate da un numero seguito dal simbolo "-" o da tanti segni "-" quanto sono le cariche negative), mentre i gruppi funzionali sono rappresentati indicando i legami che presentano con il resto dell'entità molecolare (ad esempio il -COOH presenta un legame semplice, mentre il =CO può presentare un doppio legame o due legami semplici).

Esistono inoltre particolari entità molecolari che hanno entrambe le proprietà caratteristiche degli ioni e dei radicali: tali entità molecolari sono dette "ioni radicalici".

### Meccanismi di formazione di ioni e radicali
A parte il caso degli ioni radicalici, che sono dotati di carica (positiva o negativa), i radicali sono entità molecolari neutre.
Siccome il radicale presenta un elettrone spaiato, si potrebbe incorrere nell'errore di considerare il radicale come una entità molecolare carica negativamente.
Tale equivoco nasce nel momento in cui si pensa che il radicale derivi da una entità molecolare neutra a cui sia stato aggiunto un elettrone spaiato, per cui avrebbe carica negativa; in realtà il radicale non nasce dall'aggiunta di un elettrone ad un'entità molecolare (come avviene invece nel caso della "ionizzazione" di entità molecolari neutre, che dà luogo appunto a ioni), bensì dalla "scissione" di una entità molecolare neutra, quindi se l'entità molecolare di partenza è neutra, scindendosi in due parti distinte, darà origine a due radicali neutri: infatti se per assurdo una delle due entità molecolari fosse caricata negativamente, per la conservazione della carica, l'altra dovrebbe essere caricata positivamente, ma in quest'ultimo caso non si avrebbe più il meccanismo di "scissione omolitica" (da cui si originano i radicali), bensì "scissione eterolitica" (da cui si originano ioni).
Considerando un'entità molecolare neutra, in particolare una molecola biatomica A:B (dove i due punti rappresentano un legame singolo tra A e B), i meccanismi di scissione omolitica e eterolitica a cui può essere soggetta la molecola possono essere rappresentati rispettivamente nel seguente modo:
- Scissione omolitica: A:B → A• + B•
- Scissione eterolitica: A:B → A+ + B:-

#### Esempio
Si consideri una molecola di cloro. La formula bruta del cloro è Cl2 e la sua molecola è costituita quindi da due atomi di cloro (Cl).
Con il termine "cloro" si intende sia la molecola Cl2 sia l'elemento chimico Cl, ma mentre la molecola Cl2 è una specie chimica stabile, il cloro come elemento chimico (Cl) non può essere definito una "specie chimica". Nonostante ciò, possiamo definire una configurazione elettronica dell'atomo di cloro, che è la seguente:
1s22s22p63s23p5
L'atomo di cloro presenta quindi 17 elettroni (2 elettroni nel livello 1, 8 elettroni nel livello 2 e 7 elettroni nel livello 3); l'atomo di cloro presenta inoltre 17 protoni e un numero variabile di neutroni (18, 19 o 20), a seconda dell'isotopo considerato. Siccome il numero di elettroni in un atomo di cloro è pari al numero di protoni (come per tutti gli altri elementi chimici), l'atomo di cloro ha carica neutra. Nonostante l'atomo di cloro abbia carica neutra, esso però presenta un "elettrone spaiato", in quanto per raggiungere l'ottetto ha bisogno di formare un legame singolo con un altro atomo.
Una molecola di cloro Cl2 può dare luogo per scissione omolitica a due radicali Cl•, secondo il seguente meccanismo:
Cl:Cl → Cl• + Cl•
Ogni radicale è in questo caso costituito da un singolo atomo di cloro, che come detto in precedenza è neutro. Il simbolo posto tra i due atomi di cloro ":" indica la coppia di elettroni condivisa, che costituisce il legame covalente, mentre il simbolo "•" non indica uno scompenso di carica, bensì la presenza di un elettrone spaiato, il quale è responsabile del carattere altamente energetico del radicale.

## Stabilità dei radicali
Nel caso di radicali alchilici, si ha questo ordine di stabilità:
terziario > secondario > primario
Un radicale alchilico terziario è quindi più stabile del corrispondente radicale alchilico secondario, che a sua volta è più stabile del corrispondente radicale alchilico primario.
I radicali possono essere anche stabilizzati per risonanza, quando sono coniugati a sistemi π quali doppi legami o anelli aromatici.

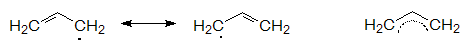
Formule di risonanza del radicale allile

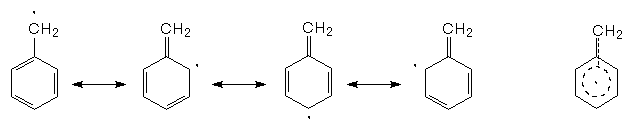
Formule di risonanza del radicale benzile

I radicali sono comunque in genere entità molecolari molto reattive e quindi a vita corta. Esistono però radicali a vita lunga, che si possono categorizzare nel modo seguente:

### Radicali stabili
Il primo esempio di radicale stabile è l'ossigeno molecolare, O2. I radicali organici possono avere vita lunga se fanno parte di un sistema π coniugato, come il radicale che deriva dall'α-tocoferolo (vitamina E). Ci sono anche centinaia di radicali tiazilici, che hanno una notevole stabilità cinetica e termodinamica pur con una stabilizzazione di risonanza π molto limitata.

### Radicali persistenti
I radicali persistenti sono entità molecolari che possono vivere a lungo perché attorno al centro radicale esiste un notevole impedimento sterico; la reazione del radicale con altre entità molecolari è di conseguenza fisicamente difficile. Alcuni esempi sono il radicale trifenilmetile scoperto da Gomberg, il sale di Fremy (nitrosodisulfonato di potassio, [KSO3]2NO•), gli ossidi amminici (formula generale R2NO•) come TEMPO e TEMPOL. Durante i processi di combustione si generano grandi quantità di radicali persistenti, che "possono essere responsabili di stress ossidativo con conseguenti malattie cardio-polmonari e, probabilmente, il cancro che è stato attribuito all'esposizione a polveri sottili presenti nell'aria".

## Fisiopatologia
I radicali liberi sono uno dei meccanismi di danno cellulare più importante, sebbene assolvano a molte funzioni fondamentali dell'organismo quando controllati.
Sono molecole che posseggono un elettrone spaiato sull'orbitale più esterno e questa configurazione elettronica le rende altamente instabili e particolarmente reattive. I radicali liberi reagiscono facilmente con una qualsiasi molecola si trovi in loro prossimità (carboidrati, lipidi, proteine, acidi nucleici), danneggiandola e spesso compromettendone la funzione. Inoltre, reagendo con altre molecole, hanno la capacità di autopropagarsi trasformando i loro bersagli in radicali liberi e scatenando così reazioni a catena che possono provocare estesi danni nella cellula. In condizioni normali, ciascuna cellula produce radicali liberi tramite vari processi, come reazioni enzimatiche (ad esempio la xantina ossidasi o la NO sintasi), fosforilazione ossidativa, difesa immunitaria (granulociti neutrofili e macrofagi). Queste piccole quantità sono tollerate e vengono inattivate da sistemi enzimatici come il glutatione ed altri antiossidanti detti scavenger per la loro capacità di neutralizzare i radicali liberi. Quando la produzione di radicali liberi è eccessiva si genera ciò che viene chiamato stress ossidativo. I sistemi enzimatici e gli antiossidanti intracellulari non riescono più a far fronte alla sovraproduzione e i radicali liberi generano danno cellulare che può essere sia reversibile, in tal caso la cellula torna alle condizioni normali, o irreversibile, con conseguente morte cellulare per apoptosi o per necrosi. Lo stress ossidativo è imputato quale causa o concausa di patologie quali il cancro, l'invecchiamento cellulare e malattie degenerative.
Le specie reattive dell'ossigeno possono essere classificate come ROS (da Reactive Oxygen Species) o alternativamente come ROI (da Reactive Oxygen Intermediate). Allo stesso modo, le specie reattive dell'azoto possono essere nominate RNS (Reactive Nitrogen Species) o RNI.

### ROS (Reactive Oxygen Species)
Le specie reattive dell'ossigeno, i ROS, sono i radicali liberi a maggior diffusione. I più importanti ROS sono l'anione superossido O2-, il perossido d'idrogeno H2O2 e il radicale ossidrilico •OH.
- L'anione superossido (O2-) è prodotto dalla riduzione incompleta di O2 durante la fosforilazione ossidativa, da alcuni enzimi (xantina ossidasi) e dai leucociti. Viene inattivato dalle superossido dismutasi (SOD) che, combinandolo con 2H+ e catalizzando la reazione tramite il suo cofattore metallico (Fe, Mn, Cu, Zn o Ni) lo converte in H2O2 e O2. Se non viene inattivato danneggia i lipidi di membrana, proteine e DNA, può inoltre stimolare la produzione di enzimi nei leucociti. Generalmente ha un raggio d'azione limitato.
- Il perossido d'idrogeno (H2O2) è spesso neutralizzato dalla glutatione perossidasi o da alcune ossidasi contenute nei perossisomi. Viene metabolizzato dalla catalasi dei perossisomi in H2O e O2 che catalizza la reazione tramite il suo gruppo eme e dalla glutatione perossidasi nel citosol e nei mitocondri.
- Il radicale ossidrilico (•OH) è generalmente un prodotto dell'idrolisi dell'acqua da parte di radiazioni, oppure è un prodotto della reazione di Fenton a partire dal perossido d'idrogeno (con lo ione ferroso Fe2+ quale catalizzatore). È il ROS più reattivo ed è prodotto dai leucociti a partire dal perossido d'idrogeno per distruggere patogeni, ma se in eccesso provoca danni alla membrana plasmatica, alle proteine e agli acidi nucleici. Viene inattivato per conversione in H2O da parte della glutatione perossidasi.

### RNS (Reactive Nitrogen Species)
Le specie reattive derivate dall'azoto (RNS) di maggior interesse sono il monossido di azoto (NO) e lo ione perossinitrito (ONOO-).
- Il monossido di azoto è prodotto dalle NO sintasi di cui esistono, nell'uomo, tre tipi: NO sintasi neuronale (nNOS), presente nei neuroni e nel muscolo scheletrico, NO sintasi inducibile (iNOS) presente nel sistema cardiovascolare e nelle cellule del sistema immunitario e NO sintasi endoteliale (eNOS), presente nell'endotelio. Il mossido di azoto è un neurotrasmettitore, è coinvolto nella risposta immunitaria, è un potente vasodilatatore, un secondo messaggero e partecipa all'erezione del pene.
- Il perossinitrito (ONOO-) è formato dalla reazione tra monossido di azoto e ione superossido. Viene convertito in HNO2 dalle perossiredossine presenti nel citosol e nei mitocondri. Può danneggiare lipidi, proteine e DNA.

### Generazione di ROS e RNS
All'interno della cellula i radicali liberi possono essere generati in vari modi.
- Le radiazioni ionizzanti spezzano la molecola di acqua (H2O) (fotolisi) in un radicale idrogeno (H•) e radicale ossidrilico (•OH). Fanno parte di questa categoria i raggi ultravioletti, i raggi X e i raggi gamma.
- Le infiammazioni sono processi che scatenano la produzione di ROS da parte della NADPH ossidasi dei leucociti al fine di sbarazzarsi di organismi patogeni; talvolta però i radicali liberi prodotti danneggiano anche cellule sane.
- Alcuni enzimi come la xantina ossidasi che genera O2-, la NO sintasi che genera NO, la superossido dismutasi che genera H2O2, oppure a partire da enzimi che metabolizzano farmaci o altre sostanze chimiche esogene.
- La fosforilazione ossidativa che si verifica durante la respirazione cellulare e che genera piccole quantità di ciascuno dei tre più importanti ROS.
- I metalli di transizione fungono da catalizzatori nelle reazioni che portano alla produzione di radicali liberi. Il più comune è il Fe2+ tramite la reazione di Fenton, seguito dal rame (Cu).
- Altri radicali liberi possono concorrere alla formazione di ulteriori radicali liberi, per esempio quando NO e O2- reagiscono per formare il perossinitrito ONOO-.

### Rimozione di ROS e RNS
La cellula possiede diversi metodi per metabolizzare i ROS.
- Il sistema più comune è quello che utilizza enzimi deputati alla conversione delle specie reattive dell'ossigeno in prodotti meno reattivi e tossici per la cellula. Sono state citate la superossido dismutasi (ne esistono almeno tre tipi) che agisce su O2- tramite la reazione 2 O2- + 2 H+ --> H2O2 + O2, la catalasi che opera sul perossido d'idrogeno tramite la reazione 2 H2O2 --> 2 H2O + O2 e la glutatione perossidasi che agisce sia sul perossido d'idrogeno che sul radicale ossidrilico tramite le reazioni H2O2 + 2 GSH --> GSSG + 2 H2O e 2 OH + 2GSH --> GSSG + 2H2O. Il rapporto tra il glutatione ridotto (GSH) e il glutatione ossidato (GSSG) viene analizzato per valutare la capacità della cellula di eliminare i ROS ed è un indice del suo stato ossidativo.
- La cellula controlla il livello di metalli di transizione al suo interno, particolarmente quelli del ferro e del rame. Il ferro è infatti sempre legato ad una proteina e tendenzialmente mantenuto allo stato ferrico Fe3+. Nel sangue è legato alla trasferrina, la proteina con la maggiore affinità per il suo substrato conosciuta, è immagazzinato nella ferritina, ma è anche utilizzato nel gruppo eme di molte metalloproteine e ferrossidasi a diverso significato. Il rame è legato prevalentemente alla ceruloplasmina e all'efestina.
- La cellula possiede antiossidanti deputati alla neutralizzazione di radicali liberi, gli scavenger. Ne fanno parte il glutatione, la vitamina A (retinolo, retinale, acido retinoico), la vitamina C (acido ascorbico) e la vitamina E (tocoferolo).

### Effetti dei radicali liberi
I radicali liberi tendono a danneggiare particolarmente tre componenti della cellula: i lipidi, le proteine e gli acidi nucleici.
- La perossidazione lipidica, in particolare della membrana plasmatica e delle membrane degli organelli intracellulari è un danno cellulare comune dovuto ai ROS e agli RNS. I radicali liberi, in presenza di ossigeno, reagiscono con i doppi legami dei lipidi di membrana generando dei perossidi lipidici che, essendo reattivi, si propagano determinando un danno esteso alle membrane. Il ROS più temibile in questo caso è •OH. Negli eritrociti possono provocare quindi emolisi. La degradazione dei lipidi operata dai radicali liberi è riscontrabile tramite la presenza di prodotti terminali di lipossilazione avanzata (ALEs, Advanced Lipoxylation End-products) quali il 4-idrossi-nonenale (4) HNE) e la malonil-dialdeide (MDA). Sono stati sviluppati dei dosaggi colorimetrici molto sensibili (metodo ELISA) che permettono di rilevare 4-HNE ed MDA a concentrazioni tissutali inferiori al micromolare.
- L'ossidazione delle proteine, in particolare i radicali liberi agiscono ossidando i gruppi laterali degli amminoacidi, danneggiando la funzione della proteina, promuovono la formazione di legami crociati come il legame disolfuro, alterandone la struttura o il ripiegamento. Possono anche dare origine ad amminoacidi modificati (diidrossifenilalanina, ditirosina...).
- Il danno al DNA, dal momento che i radicali liberi possono determinare mutazioni o danneggiare macroscopicamente lo stesso DNA e alterare la struttura chimica delle basi azotate formandone di nuove come 8-ossiguanina o 5-idrossimetiluracile. Tramite questo tipo di danno sono concausa dell'invecchiamento cellulare e promuovono il cancro.

### Misurazione dello stress ossidativo
È possibile misurare sia la concentrazione di sostanze ossidanti (ROS: radicali liberi dell'ossigeno) sia di quelle antiossidanti grazie ad un test di semplice esecuzione, da cui si ottiene un valore detto "indice di stress ossidativo".
Lo stress ossidativo è definito come la mancanza di equilibrio tra lo stato ossidante (danni da radicali liberi) e lo stato antiossidante (difese anti-radicaliche).
Il test può essere particolarmente utile per la seguenti categorie di persone:
- Adulti sani che vogliano fare un "check-up" in chiave preventiva (famigliarità per malattie cardiovascolari, diabete, dislipidemie, malattie atrosiche, ecc.)
- Sportivi, per monitorare l'efficacia di allenamenti e metodologie di scarico e di recupero dopo sforzi od attività agonistica.

Inoltre, grazie ai parametri del test, è possibile valutare meglio l'azione a livello cellulare e l'eventuale riduzione del danno ossidativo durante:
- Diete
- Attività fisica
- Modifiche dello stile di vita (es. riduzione o abolizione del fumo di sigaretta).

#### Modalità di esecuzione
- Il prelievo è sul sangue capillare (puntura del polpastrello).
- È preferibile essere riposati e non in fase di stress recente.
- È consigliabile non aver fumato almeno mezz'ora prima del test.

Il test è basato sul rapporto tra la valutazione della concentrazione di ROS (FORT TEST) e la capacità antiossidante totale (FORD TEST).
Nel 2014 è stato brevettato un nuovo test per la valutazione della concentrazione dei ROS, il d-ROMs fast, che è molto più veloce del vecchio FORT test e può essere eseguito istantaneamente con un tempo di lettura di 2 minuti e mezzo. La capacità antiossidante può essere valutata con il nuovo PAT test, più preciso e veloce dei test similari; può essere eseguito infatti con un solo minuto di lettura.

#### Risultati
Più elevato è il valore del FORT TEST o del d-ROMs fast maggiore è il rischio di danni da stress ossidativo. Il risultato è legato al livello delle difese (FORD TEST o PAT Test): più alte sono le difese, minore è il rischio generale. Eventualmente le difese possono essere stimolate e potenziate/integrate qualora risultino sotto i livelli usuali. Naturalmente ogni persona ha un suo valore di partenza riguardo a questi parametri.
È consigliabile eseguire un primo test di controllo per conoscere i propri parametri in un momento in cui si è “sani”.
Controlli successivi ci diranno se c'è un miglioramento o peggioramento in termini di stress ossidativo con una diminuzione o un aumento potenziale del rischio patologico generale. In tal caso potrebbe essere utile consultare il proprio medico per eventuali controlli diagnostici mirati.